# Andreas Kramer
Andreas Kramer (ur. 13 kwietnia 1997) – szwedzki lekkoatleta, średniodystansowiec specjalizujący się w biegu na 800 metrów, młodzieżowy mistrz Europy z 2017.

## Kariera sportowa
Nie przebrnął kwalifikacji podczas halowego czempionatu Starego Kontynentu (2015). Siódmy zawodnik halowych mistrzostw świata z 2016 roku. Podczas kolejnej edycji mistrzostw Europy w hali poprawił swoje osiągnięcie, docierając do półfinału. Młodzieżowy mistrz Europy z Bydgoszczy z 2017 roku.
Wielokrotny mistrz Szwecji.

## Osiągnięcia
| Rok  | Impreza                                 | Miejsce    | Lokata     | Wynik   |
| ---- | --------------------------------------- | ---------- | ---------- | ------- |
| 2015 | Halowe mistrzostwa Europy               | Praga      | eliminacje | 1:50,34 |
| 2015 | Mistrzostwa Europy juniorów             | Eskilstuna | 6. miejsce | 1:50,66 |
| 2016 | Halowe mistrzostwa świata               | Portland   | eliminacje | 1:49,46 |
| 2016 | Mistrzostwa świata juniorów             | Bydgoszcz  | półfinał   | 1:47,65 |
| 2017 | Halowe mistrzostwa Europy               | Belgrad    | półfinał   | 1:49,53 |
| 2017 | I liga drużynowych mistrzostw Europy    | Vaasa      | 3. miejsce | 1:49,57 |
| 2017 | Młodzieżowe mistrzostwa Europy          | Bydgoszcz  | 1. miejsce | 1:48,15 |
| 2017 | Mistrzostwa świata                      | Londyn     | półfinał   | 1:46,25 |
| 2018 | Halowe mistrzostwa świata               | Birmingham | eliminacje | 1:47,21 |
| 2018 | Mistrzostwa Europy                      | Berlin     | 2. miejsce | 1:45,03 |
| 2018 | Puchar interkontynentalny               | Ostrawa    | 4. miejsce | 1:47,03 |
| 2019 | Halowe mistrzostwa Europy               | Glasgow    | 7. miejsce | 1:48,06 |
| 2019 | Mistrzostwa świata                      | Doha       | eliminacje | 1:46,74 |
| 2021 | Halowe mistrzostwa Europy               | Toruń      | półfinał   | 1:46,87 |
| 2021 | Igrzyska olimpijskie                    | Tokio      | eliminacje | 1:46,44 |
| 2022 | Halowe mistrzostwa świata               | Belgrad    | 5. miejsce | 1:46,76 |
| 2022 | Mistrzostwa świata                      | Eugene     | półfinał   | 1:46,71 |
| 2022 | Mistrzostwa Europy                      | Monachium  | 4. miejsce | 1:45,38 |
| 2023 | Halowe mistrzostwa Europy               | Stambuł    | 5. miejsce | 1:48,15 |
| 2023 | I dywizja drużynowych mistrzostw Europy | Chorzów    | 5. miejsce | 1:46,92 |
| 2023 | Mistrzostwa świata                      | Budapeszt  | półfinał   | 1:44,57 |
| 2024 | Halowe mistrzostwa świata               | Glasgow    | 2. miejsce | 1:45,27 |
| 2024 | Mistrzostwa Europy                      | Rzym       | 5. miejsce | 1:45,70 |
| 2024 | Igrzyska olimpijskie                    | Paryż      | półfinał   | 1:46,52 |
| 2025 | Halowe mistrzostwa Europy               | Apeldoorn  | eliminacje | 1:50,17 |

## Rekordy życiowe
- bieg na 800 metrów (stadion) – 1:43,13 (2024) rekord Szwecji
- bieg na 800 metrów (hala) – 1:45,09 (2021) rekord Szwecji
- bieg na 1000 metrów – 2:16,96 (2023) rekord Szwecji
- bieg na 1500 metrów – 3:38,57 (2022)